# فلسفه اخلاق در تفکر غرب
فلسفه اخلاق در تفکر غرب، از دیدگاه السدیر مک‌اینتایر، نام کتابی است نوشته دکتر حمید شهریاری. این کتاب جوایز شانزدهمین دوره کتاب برتر دانشگاهی و بیست و پنجمین کتاب سال در سال ۱۳۸۶ را از آن خود کرده‌است.
کتاب فلسفه اخلاق در تمدن غرب، می‌تواند به عنوان کتابی کمک‌درسی در زمینه فلسفه اخلاق مورد استفاده دانشجویان قرار گیرد و در عین حال فصلهای دوم، چهارم و ششم آن نیز می‌تواند برای درس آشنایی با فلسفه اخلاق در تفکر غرب، در دوره کارشناسی مورد استفاده واقع شود.

## مباحث کتاب
- بخش اول: سنت ارسطویی در فلسفه اخلاق
فصل اول: پیشینه ارسطوگرایی
فصل دوم: ارسطوگرایی
فصل سوم: تداوم ارسطوگرایی در قرون وسطی
- بخش دوم: عصر روشنگری و مدرنیسم
فصل چهارم: فروپاشی پایه‌های دین و اخلاق سنتی و تلاشهای نافرجام برای نجات آن
فصل پنجم: ویژگیهای اخلاق و سیاست مدرنیته و پیامدهای آن
فصل ششم: لیبرالیسم
- بخش سوم: پسامدرنیسم و اصلاحات مک‌اینتایر
فصل هفتم: بازنگری و اصلاحات در ارسطوگرایی
فصل هشتم: نقد و بررسی